# Waldsolms
Waldsolms é um município da Alemanha, situado no distrito de Lahn-Dill, no estado de Hesse. Tem 44,75 km² de área, e sua população em 2019 foi estimada em 4.722 habitantes.